# スクナビコナ (小惑星)
スクナビコナ (10725 Sukunabikona) は、小惑星帯にある小惑星である。
1986年11月22日に愛知県豊田市で鈴木憲蔵と浦田武が発見した。
日本神話における神、スクナビコナ（少名毘古那神、少彦名神、少御神）にちなみ命名された。